# Ghemme
Ghemme – miejscowość i gmina we Włoszech, w regionie Piemont, w prowincji Novara.
Według danych na rok 2004 gminę zamieszkiwały 3722 osoby, 186,1 os./km².